# Camponotus keihitoi
Camponotus keihitoi é uma espécie de inseto do gênero Camponotus, pertencente à família Formicidae.